# إعادة تدوير النفايات الغذائية في هونغ كونغ

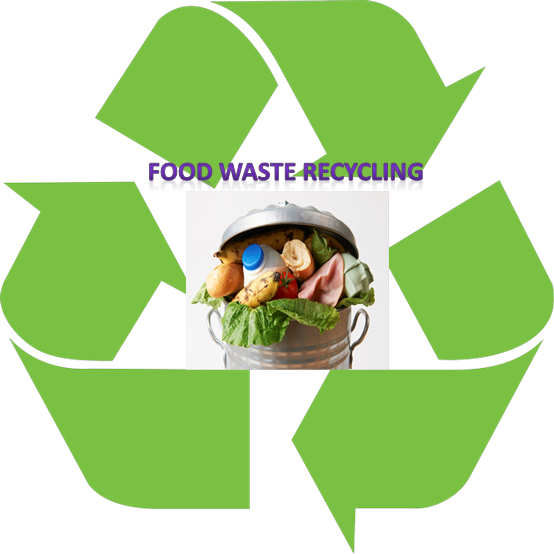

## تعريفها
إعادة تدوير النفايات الغذائية هي عملية لتحويل نفايات الطعام إلى مواد ومنتجات مفيدة لتحقيق استدامة البيئة. يتم تعريف نفايات الطعام على أنها جميع أجزاء الطعام غير الصالحة للأكل والأكل التي تخلق عملية إنتاج وإنتاج واستهلاك غذائي سابقًا وما بعده.

## فوائدها
يمكن تقليل غازات الاحتباس الحراري ، وخاصة غاز الميثان عن طريق إعادة تدوير مخلفات الطعام. إعادة تدوير النفايات الغذائية يمكن أن تخفف أيضا من تشبع مواقع دفن النفايات في هونغ كونغ.

## الخلفية

### الوضع الحالي لنفايات الطعام في هونغ كونغ
تمثل كمية نفايات الطعام 38٪ من النفايات الصلبة البلدية في هونغ كونغ. ووفقاً للإحصاءات التي نشرتها إدارة حماية البيئة ، تقوم هونغ كونغ بتوليد حوالي 3648 طن من نفايات الطعام كل يوم. ويأتي حوالي ثلث نفايات الطعام من القطاعين التجاري والصناعي بينما يكون الجزء المتبقي من الأسر. أصبح وضع التخلص من فضلات الطعام في هونغ كونغ أكثر خطورة في السنوات الأخيرة. ارتفعت كمية مخلفات الطعام من القطاعات التجارية والصناعية من 400 طن في عام 2002 إلى 1033 طن في عام 2014.